# Egy ropi naplója: Kutya egy idő (film)
Az Egy ropi naplója: Kutya egy idő (eredeti címe: Diary of a Wimpy Kid: Dog Days) 2012-es amerikai filmvígjáték David Bowers rendezésében. A forgatókönyvet Wallace Wolodarsky és Maya Forbes írták, a főszerepben pedig Zachary Gordon és Steve Zahn látható. Robert Capron, Devon Bostick, Rachael Harris, Peyton List, Grayson Russell és Karan Brar jelentős szereplőket alakítanak. Ez az Egy ropi naplója-filmsorozat harmadik része (az eredeti terv szerint ez lett volna az utolsó rész). Amerikában 2012. augusztus 3-án mutatta be a 20th Century Fox, és 77.1 millió dolláros bevételt hozott a 22 millió dolláros költségvetéssel szemben.
A film az Egy ropi naplója-könyvsorozat harmadik és negyedik részén alapul.
Ez volt a franchise utolsó filmje, melyben az eredeti színészek szerepeltek.

## Rövid történet
Greg Heffley semmi mást nem szeretne a nyári szünetben, csak pihenni, jól érezni magát és annyi videojátékot játszani, amennyi csak lehetséges. Helyette egy rosszul sikerült kempingtúrára rángatják.

## Szereplők
| Szerep                 | Színész                 | Magyar hang        |
| ---------------------- | ----------------------- | ------------------ |
| Gregory "Greg" Heffley | Zachary Gordon          | Ducsai Ábel        |
| Frank Heffley          | Steve Zahn              | Seszták Szabolcs   |
| Rowley Jefferson       | Robert Capron           | Bogdán Gergő       |
| Rodrick Heffley        | Devon Bostick           | Penke Bence        |
| Susan Heffley          | Rachael Harris          | Zakariás Éva       |
| Holly Hills            | Peyton List             | Pekár Adrienn      |
| Manny Heffley          | Connor és Owen Fielding |                    |
| Heather Hills          | Melissa Roxburgh        | Bogdányi Titanilla |
| Mrs. Jefferson         | Bronwen Smith           |                    |
| Mr. Jefferson          | Alfred E. Humphreys     | Rosta Sándor       |
| Patty Farell           | Laine MacNeil           | Talmács Márta      |
| Stan Warren            | Philip Maurice Hayes    | Sarádi Zsolt       |
| Barett rajvezető       | Frank C. Turner         | Csuha Lajos        |
| Fregley                | Grayson Russell         | Császár András     |
| Chirag Gupta           | Karan Brar              | Penke Soma         |
| Heffley nagypapa       | Terence Kelly           | Tolnai Miklós      |
| Madison                | Elise Gatien            | Koller Virág       |
| Lenwood Heat           | Tom Stevens             | Stern Dániel       |
| Édeske (Sweetie)       | Oliver (kutya)          | (nem beszél)       |
| Mr. Hills              | Jeff Kinney             |                    |
| Ben                    | Bryce Hodgson           |                    |
| Taylor Springle        | Dalila Bela             |                    |

## Fogadtatás
A film megosztotta a kritikusokat. A Rotten Tomatoes oldalán 52%-ot ért el 75 kritika alapján, és 5.50 pontot szerzett a tízből. A Metacritic honlapján 54 pontot szerzett a százból, 22 kritika alapján. A CinemaScore oldalán átlagos minősítést kapott.
Az Entertainment Weekly kritikusa, Abby West átlagos kritikával illette. Az OregonLive.com dicsérte Zachary Gordon színészi játékát.
Matt Mueller, az OnMilwaukee kritikusa negatív kritikával illette.